# Flaminia Morandi
Flaminia Morandi (Roma, 11 marzo 1947) è una scrittrice, giornalista, conduttrice radiofonica e sceneggiatrice italiana.

## Biografia
Inizia la carriera di giornalista nei programmi culturali della Radio Rai. Dal febbraio 1970 ha fatto parte della redazione e poi condotto, insieme a Pasquale Chessa, in alternanza con Maurizio Costanzo e Dina Luce, Buon pomeriggio. Ha conseguito nel 2006 il dottorato in Missiologia alla Università Gregoriana di Roma con una tesi su Olivier Clément. Dal 1999, collabora con Nuovo Progetto il mensile del Sermig. Nel 2023 ha curato la pubblicazione del diario di suo padre, Mario Morandi Dall’Albania alla libreria. Diario 1939-1944, tra i finalisti dell’edizione 2024 del Premio Pieve Saverio Tutino.

## Produzioni radiofoniche
Dal 1970 a oggi è stata autrice e conduttrice delle seguenti trasmissioni radiofoniche:
- Buon pomeriggio, 1970;
- Chiamate Roma 3131, 1971-1976;
- Sala F - Dialogo aperto con gli ascoltatori sui problemi della donna, 1976-1979;
- Radiodue 3131, 1979;
- Uomini e Profeti, 2016-2017 (Dialoghi).

## Opere
- Con Marcella Emiliani, L'occhio chiuso del paradiso, Milano, Sperling & Kupfer 1991. ISBN 9788820011529
- Con Marcella Emiliani, Predoni di anime, Milano, Sperling & Kupfer 1996. ISBN 9788878246065
- AA.VV., In colloquio. Alla scoperta della paternità spirituale, Roma, Lipa, 1994. ISBN 9788886517041
- Con Michelina Tenace, Fondamenti spirituali del futuro. Intervista a Olivier Clément (tradotto in ceco e in romeno), Roma, Lipa, 1997. ISBN 9788886517270
- Facciamo finta che. Produrre fiction seriale, Roma, Carocci 2003, ISBN 9788843028269
- Lo chiamavano varietà. L'industria televisione: produrre l’intrattenimento, Roma, 2004, ISBN 9788843031603
- La via dell'inferno. Progetto cattolico nella storia della televisione italiana, Bologna, Odoya, 2009. ISBN 9788862880152
- San Benedetto. Una luce per l’Europa, Milano, Paoline, 2009 (2023). ISBN 9788831536059
- Olivier Clément. Profeta dell’unità, Milano, Paoline, 2011. ISBN 9788831540056
- Pavel Evdokimov. Un percorso spirituale tra Oriente e Occidente, Milano, Paoline, 2013. ISBN 978-88-315-4390-3
- Giovanna di Chantal. Una santa dalle quattro vite, Milano, Paoline, 2015. ISBN 9788831546126.
- Marcello Candia. «Un uomo dal cuore d’oro», Milano, Paoline, 2017. ISBN 9788831548359
- Paul Claudel. Un amore folle per Dio, Milano, Paoline, 2018. ISBN 9788831550239